# Призрачники
Призрачники (лат. Mystacides) — род ручейников из семейства Leptoceridae.

## Описание
Крылья чёрные, тёмно-коричневые или жёлтые. Самцы отличаются очень длинными усиками, в два раза превышающими длину передних крыльев. Вершина передних крыльев закруглена, перед вершиной передний край крыла с выемкой. На средних и задних голенях имеются по паре шпор.
Личинки цилиндрической формы, длиной 8-12 мм. Жабры состоят из одной нити, иногда могут отсутствовать. Куколки длиной 7,5-11 мм. Верхняя губа покрыта жёсткими щетинками, около её основания имеются бугорки.

## Экология
Личинки встречаются в литоральной зоне стоячих водоёмов или медленнотекущих водотоков. Домик строят из песка и частиц детрита. Имаго летают утром и вечером.

## Классификация
В состав рода входят:
- Mystacides absimilis Yang et Morse, 1997
- Mystacides alafimbriatus Hill-Griffin, 1912
- Mystacides azureus (Linnaeus, 1761)
- Mystacides bifidus Martynov, 1924
- Mystacides concolor Burmeister, 1839
- Mystacides dentatus Martynov, 1924
- Mystacides elongatus Yamamoto et Ross, 1966
- Mystacides fennicus Kolenati, 1858
- Mystacides indicus Martynov, 1936
- Mystacides interjectus (Banks, 1914)
- Mystacides khasicus Kimmins, 1963
- Mystacides leucopterus McLachlan, 1884
- Mystacides longicornis (Linnaeus, 1758)
- Mystacides monochrous McLachlan, 1880
- Mystacides niger (Linnaeus, 1758)
- Mystacides pacificus Mey, 1991
- Mystacides pristinus Yang et Morse, 2000
- Mystacides sandersoni Yamamoto & Ross, 1966
- Mystacides schmidi Morse et Yang, 2002
- Mystacides sepulchralis (Walker, 1852)
- Mystacides sibiricus Martynov, 1935
- Mystacides superatus Yang et Morse, 2000
- Mystacides testaceus Navás, 1931

## Распространение
Встречаются в Евразии и Северной Америке.